# Taipé Chinês nos Jogos Olímpicos de Verão de 2012
O Taipé Chinês competiu nos Jogos Olímpicos de Verão de 2012, que aconteceram na cidade de Londres, no Reino Unido, de 27 de julho até 12 de agosto de 2012.

## Medalhas
| Atleta        | Esporte        | Evento             | Medalha |
| ------------- | -------------- | ------------------ | ------- |
| Hsu Shu-ching | Halterofilismo | Até 53 kg feminino | Prata   |

## Desempenho

### Badminton
Masculino
| Atleta      | Prova   | Ronda dos 64           | Ronda dos 32           | Ronda dos 16           | Quartos-finais         | Semifinais             | Final                  | Final |
| Atleta      | Prova   | Adversário e resultado | Adversário e resultado | Adversário e resultado | Adversário e resultado | Adversário e resultado | Adversário e resultado | Pos.  |
| ----------- | ------- | ---------------------- | ---------------------- | ---------------------- | ---------------------- | ---------------------- | ---------------------- | ----- |
| Hsu Jen-hao | Simples |                        |                        |                        |                        |                        |                        |       |

### Halterofilismo
Masculino
| Atleta          | Evento | Arranque (kg) | Arremesso (kg) | Total (kg) | Posição |
| --------------- | ------ | ------------- | -------------- | ---------- | ------- |
| Chen Shih-chieh | +105kg | 182,0         | 236,0          | 418,0      | 10º     |

Feminino
| Atleta         | Evento | Arranque (kg) | Arremesso (kg) | Total (kg) | Posição          |
| -------------- | ------ | ------------- | -------------- | ---------- | ---------------- |
| Hsu Shu-ching  | -53kg  | 96,0          | 123,0          | 219,0      | Medalha de prata |
| Kuo Hsing-chun | -58kg  | 99,0          | 129,0          | 228,0      | 8º               |
| Huang Shih-hsu | -69kg  | 110,0         | 131,0          | 241,0      | 7º               |

### Natação
Feminino
| Atletas        | Evento          | Eliminatórias | Eliminatórias | Semifinal   | Semifinal   | Final       | Final       |
| Atletas        | Evento          | Tempo         | Posição       | Tempo       | Posição     | Tempo       | Posição     |
| -------------- | --------------- | ------------- | ------------- | ----------- | ----------- | ----------- | ----------- |
| Chen I-Chuan   | 100 m peito     | 1min11s28     | 38º           | Não avançou | Não avançou | Não avançou | Não avançou |
| Cheng Wan-Jung | 200 m borboleta | 2min14s29     | 28º           | Não avançou | Não avançou | Não avançou | Não avançou |
| Cheng Wan-Jung | 200 m medley    | 2min17s39     | 31º           |             |             | Não avançou | Não avançou |

### Tiro
Feminino
| Atleta         | Evento                | Qualificação | Qualificação | Final       | Final       | Posição |
| Atleta         | Evento                | Placar       | Posição      | Placar      | Total       | Posição |
| -------------- | --------------------- | ------------ | ------------ | ----------- | ----------- | ------- |
| Tien Chia-chen | Pistola de ar de 10 m | 378          | 27º          | Não avançou | Não avançou | 27º     |
| Yu Ai-wen      | Pistola de ar de 10 m | 375          | 36º          | Não avançou | Não avançou | 36º     |

### Tiro com arco
| Atleta                                      | Prova                | Rodada de classificação | Rodada de classificação | Ronda dos 64                                           | Ronda dos 32                                  | Ronda dos 16                         | Quartos-finais                     | Semifinais             | Final                  | Final       |
| Atleta                                      | Prova                | Placar                  | Pos.                    | Adversário e resultado                                 | Adversário e resultado                        | Adversário e resultado               | Adversário e resultado             | Adversário e resultado | Adversário e resultado | Pos.        |
| ------------------------------------------- | -------------------- | ----------------------- | ----------------------- | ------------------------------------------------------ | --------------------------------------------- | ------------------------------------ | ---------------------------------- | ---------------------- | ---------------------- | ----------- |
| Kuo Cheng-wei                               | Individual masculino | 660                     | 40º                     | VEN Elías Malavé Burgos V 0-2, 2-0, 2-0, 1-1, 0-2, 1-0 | EGY A. El-Nemr V 0-2, 2-0, 2-0, 2-0           | UKR M. Ivashko V 2-0, 2-0, 2-0       | NED R. van der Ven D 0-2, 0-2, 0-2 | Não avançou            | Não avançou            | Não avançou |
| Wang Cheng-pang                             | Individual masculino | 663                     | 33º                     | COL D. Pineda V 2-0, 2-1, 2-2                          | KOR D-H. Im D 1-1, 0-2, 0-2, 2-0, 1-1         | Não avançou                          | Não avançou                        | Não avançou            | Não avançou            | Não avançou |
| Chen Yu-Cheng                               | Individual masculino | 649                     | 54º                     | ITA M. Nespoli V 2-0, 2-0, 0-2, 2-0                    | UKR V. Ruban D 0-2, 0-2, 0-2                  | Não avançou                          | Não avançou                        | Não avançou            | Não avançou            | Não avançou |
| Chen Yu-Cheng Wang Cheng-pang Kuo Cheng-wei | Equipes              | 1972                    | 11º                     |                                                        |                                               | ITA Itália D 206-216                 | Não avançou                        | Não avançou            | Não avançou            | Não avançou |
| Tan Ya-ting                                 | Individual feminino  | 671                     | 3º                      | SUI N. Dielen V 1-1, 2-0, 1-1, 0-2, 2-0                | GER E. Richter V 2-0, 2-0, 0-2, 2-0           | ITA P. Lionetti D 0-2, 2-0, 0-2, 0-2 | Não avançou                        | Não avançou            | Não avançou            | Não avançou |
| Lin Chia-En                                 | Individual feminino  | 667                     | 5º                      | MAS N. Syafiqah Hashim V 0-2, 2-0, 2-0, 2-0            | FRA B. Schuh D 2-0, 0-2, 0-2, 1-1, 2-0, 0-1   | Não avançou                          | Não avançou                        | Não avançou            | Não avançou            | Não avançou |
| Le Chien-Ying                               | Individual feminino  | 638                     | 39º                     | TUR B. Löklüoğlu V 2-0, 2-0, 2-0                       | DEN C. Christiansen D 1-1, 0-2, 2-0, 1-1, 0-2 | Não avançou                          | Não avançou                        | Não avançou            | Não avançou            | Não avançou |
| Tan Ya-ting Lin Chia-En Le Chien-Ying       | Equipes              | 1976                    | 3º                      |                                                        |                                               | Bye                                  | RUS Rússia D 226(26)-226(28)       | Não avançou            | Não avançou            | Não avançou |